# 哈特韋爾 (喬治亞州)
哈特韋爾（英語：Hartwell）是一個位於美國喬治亞州哈特縣的城市。根據2010年美國人口普查，該地人口為4469人，而該地的面積約為13.23平方千米。同時該地也是哈特縣的縣治。

## 地理
哈特韋爾的座標為34°21′10″N 82°55′52″W / 34.35278°N 82.93111°W，而該地的平均海拔高度為244米（即801英尺）。